# Протопопов, Александр Дмитриевич
Алекса́ндр Дми́триевич Протопо́пов (18 [30] декабря 1866, село Маресево, Лукояновский уезд, Нижегородская губерния — 27 октября 1918, Москва) — российский политик, камер-юнкер (06.12.1908), действительный статский советник (06.12.1909). Крупный помещик и промышленник, член Государственной думы от Симбирской губернии. Последний министр внутренних дел Российской империи (1916-1917).

## Биография
Из потомственных дворян Симбирской губернии. Землевладелец той же губернии (5930 десятин). Старший брат Сергей (1861—1933) — горный инженер, юрист, преподаватель, журналист и писатель.
Окончил 1-й кадетский корпус (1883) и Николаевское кавалерийское училище (1885), откуда был выпущен корнетом в лейб-гвардии Конно-гренадерский полк. В 1888—1890 годах был слушателем Николаевской академии Генерального штаба. В 1890 вышел в отставку в чине штабс-ротмистра.
В 1891 году поселился в своём имении Симбирской губернии. Занимался сельским хозяйством, владел механическими и литейными заводами, двумя лесопильными заводами и Румянцевской суконной фабрикой, по объёмам производства одной из крупнейших в России (наследство от погибшего в результате нападения террориста дяди, генерал-лейтенанта Н. Д. Селиверстова). Председатель Союза суконных фабрикантов.
С 1892 года состоял в ведомстве учреждений Императрицы Марии.
Избирался уездным и губернским земским гласным, почётным мировым судьёй. С 1905 года — карсунский уездный предводитель дворянства.
Член Государственной думы III и IV созыва от Симбирской губернии, октябрист (после раскола фракции вошёл во фракцию земцев-октябристов). В 1908 году был пожалован званием камер-юнкера, в 1909 году утратил это звание в связи с производством в действительные статские советники.
С 20 мая 1914 — товарищ председателя IV Государственной думы. С августа 1915 член Особого совещания для обсуждения и объединения мероприятий по обеспечению топливом (Осотопа). По воспоминаниям князя В. Н. Шаховского, осенью 1915 г. Протопопов пытался получить пост товарища министра торговли и промышленности.
С февраля 1916 — Симбирский губернский предводитель дворянства. В 1916 избран председателем Совета съездов представителей металлургической промышленности.
В апреле—июне 1916 г. Пропотопов в качестве председателя межпарламентской делегации ездил в Англию, Францию и Италию. В состав делегации входили члены Думы П. Н. Милюков, А. И. Шингарёв, М. М. Ичас, Ф. Ф. Рачковский, А. А. Радкевич, Д. Н. Чихачёв, А. А. Ознобишин, В. Я. Демченко, Б. А. Энгельгардт; члены Госсовета В. И. Гурко, А. В. Васильев, князь А. Н. Лобанов-Ростовский, барон Р. Р. Розен.

### Министр внутренних дел
16 сентября 1916 года назначен управляющим Министерством внутренних дел, 20 декабря был утверждён на посту министра. По воспоминаниям В. Н. Шаховского, на пост министра Протопопова рекомендовали председатель Государственной думы М. В. Родзянко и министр иностранных дел С. Д. Сазонов. Английский король Георг V в личном письме Николаю II дал о Протопопове восторженный отзыв. Сам Протопопов из лиц, рекомендовавших его государю, называл Сазонова, Родзянко, военного министра Шуваева и посла в Лондоне графа Бенкендорфа.
Вскоре после своего назначения Протопопов предложил А. Т. Васильеву занять пост директора Департамента полиции. На пост градоначальника Петрограда Протопопов предложил императору кандидатуру помощника варшавского обер-полицмейстера А. П. Балка
18 ноября 1916 года, с полного согласия царя, Протопопов издал циркуляр, по которому евреи получили разрешение на жительство без регистрации в Москве и городах, не находящихся на театре военных действий.
22 декабря 1916 года МВД выдало свой проект о введении земского самоуправления в Тобольской и Томской губерниях, с одновременным выделением из последней Алтайской губернии.
С момента назначения Протопопова министром Дума стала относиться к нему резко враждебно и прежние думские друзья Протопопова резко изменили своё отношение к нему. Предпринимались разные попытки лишить Протопопова места в Думе. Его обвиняли в предательстве либеральных идеалов и закрепили за ним прозвище «сумасшедший» — в надежде добиться его отставки. Царь, уязвленный этими обвинениями, восклицал: «С какого же времени он стал сумасшедшим? Вероятно с того момента, когда я назначил его министром…»

### Мнения современников о Протопопове
По мнению некоторых современников (например, А. А. Блока), именно бездействие (см. «Последние дни императорской власти» Блока) Протопопова стало основной причиной победы Февральской революции в Петрограде. По мнению П. П. Заварзина, Протопопову была доподлинно известна работа многих общественных деятелей и членов Думы по подготовке переворота, но он, однако, не только не принимал никаких мер, но и не докладывал всех сведений полностью Государю.
Начальник Петроградского охранного отделения К. И. Глобачёв с большим трудом добился у Протопопова разрешения на арест рабочей группы Центрального военно-промышленного комитета, который был произведён 27 января 1917 года.
Но накануне этих событий Протопопов настаивал на прибытии в столицу верных воинских частей с фронта, что не было выполнено. Кроме того, был инициатором новаторских методов в политическом сыске .
Князь Н. Д. Жевахов, товарищ обер-прокурора Св. Синода, пишет:

… Принадлежа в Думе к левым партиям, А. Д. Протопопов знал не только общую картину думского революционного заговора, все извилистые тропинки, какие вели к свержению Престола и Династии… Вот почему он был так опасен Думе; вот почему Дума ни разу не пустила А. Д. Протопопова на думскую кафедру, опасаясь разоблачений, которые стали бы известны всей России.

А. Д. Протопопов был типичный русский человек старого закала, один из тех людей, кто не войдет в комнату, не осенив себя крестным знамением, не сядет за обеденный стол, не прочитав молитвы, не пройдет мимо церкви, не сняв шапки, не заснёт, если в спальне не будет гореть лампада… Это глубокое сознание зависимости от Бога даже в мелочах повседневной жизни не было у него рисовкою, а вытекало из глубоких недр его религиозной настроенности. Из этого же настроения вытекала и та его безграничная смелость, какая позволила ему, бывшему лидеру левых партий Думы, бросить последним вызов и открыто вступить с Думой в смертный бой. Победила Дума. Но эта победа, кончившаяся смертью А. Д. Протопопова, явилась и ее собственной смертью и гибелью всей России.
Протопопов отказывался уйти с должности, несмотря на повторяющиеся предложения об отставке. Он скоро стал врагом в глазах Думы и общественного мнения в целом.
Александр Керенский указывал на неадекватность оценки Протопоповым ситуации в стране даже после начала Февральской революции: «26 февраля, один из высших сановников, помощник обер-прокурора Синода, в величайшей тревоге по телефону спросил министра внутренних дел А.Протопопова, что происходит в Петербурге и не грозит ли бунт великими потрясениями, Протопопов ответил: „Не беспокойтесь; если в России и случится революция, то не раньше как через пятьдесят лет!“»

### Революция, заключение и расстрел
Утром 27 февраля Протопопов послал в Думу высочайший указ о роспуске Думы. Днем 27 февраля Протопопов участвовал в заседании Совета министров, которое проходило на квартире Н. Д. Голицына.
28 февраля в 23 часа 15 минут Протопопов добровольно явился в Таврический дворец и сдался революционерам. Он был препровождён в Министерский павильон. Находясь под арестом в Министерском павильоне, имел беседу с А. Ф. Керенским.
С 1 марта по сентябрь 1917 находился в заключении в Петропавловской крепости, затем некоторое время под охраной в лечебнице для нервных больных. Допрашивался Чрезвычайной следственной комиссией Временного правительства 21 марта, 8 и 21 апреля 1917. Кроме того, находясь в заключении, Протопопов давал ЧСК подробные письменные показания.
После захвата власти большевиками переведён в Москву, находился в заключении в Таганской тюрьме. 27 октября 1918 г. в порядке «административного усмотрения (расстройство психики)» был расстрелян в Москве.

## Сомнения в психической нормальности Протопопова
Современники не только характеризовали действия Протопопова на посту министра внутренних дел как глубоко неудачные, но и почти единодушно высказывали предположения о его психически ненормальном состоянии во время пребывания в этой должности. Например, председатель Государственной Думы М. В. Родзянко в показаниях Чрезвычайной следственной комиссии сообщал:

Самый вредный, самый страшный человек для государства, для этой разрухи оказался Протопопов. На меня всё это производит такое впечатление, что последствия ужасные, но сделано это недостойным, незначительным человеком, потому что он больной человек, я это положительно утверждаю. У него мания величия, он какой-то ясновидящий… Он как закатит глаза, так делается как глухарь — ничего не понимает, не видит, не слышит. Я позволю себе утверждать, что это ненормальный человек.
Протопопов в показаниях Чрезвычайной следственной комиссии сообщал, что он с начала 1900-х годов проходил лечение у известного «тибетского врача» П. А. Бадмаева; в 1915—1916 годах у Протопопова бывали психотические эпизоды, во время которых он полностью терял контроль над собой: бегал на четвереньках, катался по полу, покушался на самоубийство. Разочаровавшись в Бадмаеве, Протопопов обращался за консультациями к знаменитому психиатру В. М. Бехтереву. Психическое состояние Протопопова во время пребывания в заключении в Петропавловской крепости ещё более ухудшилось, он страдал галлюцинациями и считал, что в камере установлен аппарат для чтения его мыслей. В сентябре 1917 года Протопопов был переведен в Николаевский военный госпиталь и подвергнут медицинскому освидетельствованию. Эксперты установили, что он страдал циркулярным психозом (в современной терминологии — биполярным аффективным расстройством). Несмотря на это, Петроградский окружной суд 30 октября 1917 года признал его психически здоровым.

## Семья
Был женат на Ольге Павловне Носович, дочери директора Нижегородского кадетского корпуса генерал-майора П. И. Носовича (1829—1887). Имел двух дочерей: Наталья Чельцова (единственная дочь Марина) и Агния Никольская (дочь Елена, сыновья Кирилл и Александр). Сын Николай († 1899, похоронен в некрополе Жадовского монастыря).
Внук министра, Сергей Протопопов, во время Второй Мировой Войны с 1943 года воевал против СССР на стороне Германии в рядах добровольческой дивизии СС «Шарлемань», и погиб 1 мая 1945 года в районе аэродрома Темпельгоф во время обороны Берлина. Информация про «внука Сергея» — ложь по достоверным сведениям членов семьи; возможно это однофамилец.

## Награды
- Орден Святого Станислава 3-й степени (01.01.1896)
- Орден Святой Анны 3-й степени (06.12.1899)
- Орден Святого Станислава 2-й степени (06.05.1903)
- Орден Святого Владимира 4-й степени (06.12.1906)
- Орден Святого Владимира 3-й степени (06.12.1912)
- Орден Святого Станислава 1-й степени (08.01.1914)
- Орден Святой Анны 1-й степени (12.03.1916)
- Черногорский орден князя Даниила I 1-й степени (27.01.1917)
- Медаль «В память царствования императора Александра III» (1896)
- Знак отличия «За труды по землеустройству» (1913)
- Медаль «В память 300-летия царствования дома Романовых» (1913)

Кроме того, был избран почётным гражданином Карсуна (1910)

## Сочинения
- Экономическая заметка / А. Д. Протопопов. — 2-е изд. — Санкт-Петербург : тип. В. Ф. Киршбаума (отд-ние), 1908. — 16 с.
- К русскому крестьянству / А. Д. Протопопов. — Симбирск : Губернская тип., 1907. — 8 с.;